# オドントケリス
オドントケリス (Odontochelys) またはオドントケリュスは、原始的なカメに近縁の爬虫類（カメ目に含まれないとされる）の絶滅属である。中生代三畳紀後期の約2億2千万年前の中国に生息していた。これまで知られていた最古のカメであるプロガノケリスよりも約1千万年古く、背側の甲羅が不完全であった。

## 形態
全長は約40 cm。発見された化石は成体であるにもかかわらず皮骨を持たず、甲羅の背側が未完成であった。また、口蓋には歯を持っていた。以上の事から、学名として「歯がある甲羅が半分のカメ」を意味する「Odontochelys semitestacea（オドントケリス・セミテスタケア）」という名が与えられた。

## 進化
原初のカメの進化についてはこれまで謎に包まれており、甲羅についても皮骨が発達したものであるという説もあった。また、その進化の舞台が陸上か水中かでも論争されてきた。
これまでは、ほぼ完全な陸生であるプロガノケリスの存在から、おそらくは陸上で進化したと考えられてきた。しかしこの種を発見した研究者によれば、カメの祖先は海生であるとした。その根拠が腹側に発達した甲羅であった。陸生であればアンキロサウルスやアルマジロなどの様に背側から甲羅が発達したであろう。しかし、腹側にのみ甲羅が存在するのは、おそらくこのカメは水棲であり、捕食者の下方からの襲撃を防ぐための進化であるとした。また、この種は他の海生生物とともに発見されている。
しかしその一方、四肢の形態などからこれに異を唱える研究者も存在する。各肢端の発達した指は、陸生のカメに見られる形態だからである。陸上で甲羅を獲得した祖先形のカメが、ウミガメなどの様に水中に進出する過程で二次的に甲羅を退縮させたとする説である。あるいは背甲も存在したが、完全には骨化していなかったとする研究者も存在する。

## 分布
化石は中国南西部、貴州省より産出。

## 推薦文献
- 中日新聞 2008年 11月 27日 朝刊。